# Demain la France
 (décembre 2012).
Si vous disposez d'ouvrages ou d'articles de référence ou si vous connaissez des sites web de qualité traitant du thème abordé ici, merci de compléter l'article en donnant les références utiles à sa vérifiabilité et en les liant à la section « Notes et références ».
Demain la France est dans les années 1990 une association française, proche de Charles Pasqua et satellite du RPF.

## Historique
Cette association est créée en 1991,. Elle est mise en sommeil en 1993.
Philippe de Villiers participe après juin 1998 à la transformation de l'association Demain la France en parti politique. La liste « Demain la France », qui réunit Charles Pasqua et Philippe de Villiers, participe à la campagne des élections européennes de 1999 en France.

## Dirigeants
L'économiste Denise Flouzat préside l'association lors de sa création.
William Abitbol a présidé l'association entre mai 1994 et juin 1999,. L'association Demain la France avait ses locaux dans un immeuble de la rue de Penthièvre, à Paris.